# Lista de filmes portugueses de 2004
Lista de filmes portugueses de longa-metragem lançados comercialmente em Portugal em 2004, nas salas de cinema.
Nota: Na secção coprodução, passando o cursor sobre a bandeira aparecerá o nome do país correspondente.
| #  | Filme                         | Realização                | Género                      | Estreia        | Coprodução                                     |
| -- | ----------------------------- | ------------------------- | --------------------------- | -------------- | ---------------------------------------------- |
| 1  | André Valente                 | Catarina Ruivo            | Drama                       | 16 de setembro | —                                              |
| 2  | Autografia                    | Miguel Gonçalves Mendes   | Documentário                | 2 de dezembro  | —                                              |
| 3  | Balas & Bolinhos - O Regresso | Luís Ismael               | Aventura, comédia, policial | 30 de setembro | —                                              |
| 4  | A Costa dos Murmúrios         | Margarida Cardoso         | Drama                       | 25 de novembro | —                                              |
| 5  | Daqui p'rá Alegria            | Jeanne Waltz              | Drama                       | 8 de abril     | —                                              |
| 6  | Desassossego                  | Catarina Mourão           | Documentário                | 27 de maio     | —                                              |
| 7  | O Herói                       | Zézé Gamboa               | Drama, guerra               | 13 de maio     | Angola · França                                |
| 8  | Kiss Me                       | António da Cunha Telles   | Drama                       | 4 de novembro  | —                                              |
| 9  | Lá Fora                       | Fernando Lopes            | Drama                       | 1 de abril     | França                                         |
| 10 | Maria e as Outras             | José de Sá Caetano        | Comédia, romance            | 29 de abril    | —                                              |
| 11 | O Milagre segundo Salomé      | Mário Barroso             | Drama                       | 13 de maio     | França                                         |
| 12 | O Mistério Galíndez           | Gerardo Herrero           | Drama                       | 29 de abril    | Cuba · Espanha · França · Itália · Reino Unido |
| 13 | Noite Escura                  | João Canijo               | Drama, policial             | 21 de outubro  | —                                              |
| 14 | Ordo                          | Laurence Ferreira Barbosa | Drama                       | 30 de dezembro | Canadá · França                                |
| 15 | Portugal S.A.                 | Ruy Guerra                | Drama, suspense             | 29 de janeiro  | —                                              |
| 16 | Querença                      | José Edgar Feldman        | Drama                       | 21 de outubro  | —                                              |
| 17 | Rosa La China                 | Valeria Sarmiento         | Drama, romance              | 5 de fevereiro | Cuba · Espanha · França                        |
| 18 | Sem Ela                       | Anna da Palma             | Drama                       | 9 de setembro  | França                                         |
| 19 | Sorte Nula                    | Fernando Fragata          | Mistério, policial          | 9 de dezembro  | —                                              |
| 20 | Tudo Isto É Fado              | Luís Galvão Teles         | Policial, romance, comédia  | 1 de abril     | Brasil                                         |
| 21 | A Viagem de Carol             | Imanol Uribe              | Drama, familiar             | 17 de junho    | Espanha                                        |
| 22 | A Virgem da Luxúria           | Arturo Ripstein           | Drama, fantasia, romance    | 29 de janeiro  | Espanha · México                               |